# خانقاه (سلماس)
خانقاه هي قرية في مقاطعة سلماس، إيران. يقدر عدد سكانها بـ 191 نسمة بحسب إحصاء 2016.